# حسين علي محفوظ
حسين علي محفوظ (1926 - 20 يناير 2009)، عالِم عراقي متخصص باللغات الشرقية. من مواليد بغداد في مدينة الكاظمية. وهو يمت بصلة قرابة لعالم الاجتماع العراقي علي الوردي.

## أسرته ونسبه
يذكر أن العلامة الدكتور حسين علي محفوظ يعود نسبه إلى أسرة علمية عريقة في مدينة الكاظمية تعرف بآل محفوظ وتنتمي لقبيلة بني أسد العربية. قضى معظم حياته بالبحث وإثراء المكتبات العلمية المتخصصة والثقافة العربية عامة. وكان قد قال في إحدى المقابلات أن أغلب كتبه لم تنشر بعد وهي ما زالت مخطوطة، وأنه أشفق على أحد الناشرين الذي عرض عليه نشر قسم منها، بسبب تخصصها الدقيق الذي قد يمنع نجاحها تجاريا. ولقد أكمل دراسته الأولية في مدارس الكاظمية، ثم تخرج من دار المعلمين في بغداد، واشتغل في التدريس فترة من الزمن، ثم أكمل دراسته العليا في إيران والاتحاد السوفيتي السابق إضافة لدراسته في الحوزة العلمية بالنجف الأشرف. كانت دراسته في الدكتوراه حول الدراسات الشرقية وشغل منصب كرسي الأستاذية في كلية الآداب بجامعة بغداد، كما عمل في كلية اللغات جامعة بغداد في قسم اللغة الفارسية في الثمانينات والتسعينات. وتخرج على يديه الكثير من الكُتاب ورموز الأدب في العالم العربي، كما تم منحه العديد من الشهادات الفخرية من جامعات أجنبية. لهُ ولد واحد يعمل الآن في مجال الحاسوب في المملكة المتحدة، ويعتبر حسين محفوظ من الشخصيات البارزة في مجال الدراسات والأدب الشرقي، ولهُ العديد من المؤلفات والكتب التي تجاوزت المائة مؤلف، وكان يلقب بعاشق بغداد وشيخ بغداد.

## وفاته وتشييعه

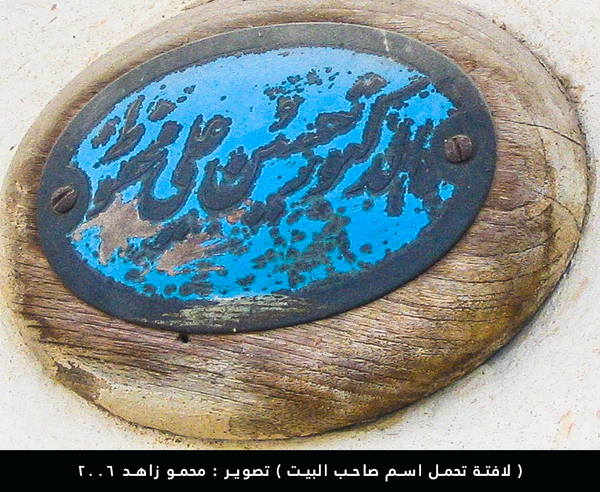
لافتة تحمل اسم صاحب البيت

شيّع في بغداد جثمان العلامة الدكتور حسين علي محفوظ الذي توفي إثر أزمة قلبية وشارك في تشييع الراحل عدد كبير من الأدباء وأساتذة الجامعات والمسؤولين في مدينة الكاظمية، فضلاً عن العشرات من المواطنين. وانطلق التشييع من منطقة حسينية الصدر باتجاه مرقد موسى الكاظم، حيث سارت الجموع تحمل جثمان الفقيد على الأكتاف وطافت به شوارع الكاظمية باتجاه الصحن الكاظمي. وبعد أن صلّت جموع المشيعين صلاة الميت على روح الفقيد تقرر دفنه داخل الصحن الكاظمي حيث مثواه الأخير.
قال السيد حسين الصدر على هامش مراسيم التشييع: إن العراق فقد واحداً من رموزه الثقافية والاجتماعية لأنه يعد مدرسة كبيرة وركيزة مهمة من ركائز الثقافة والتراث العراقي، إذ كان موسوعة علمية ودينية وثقافية وندعو الله أن يتغمده بواسع رحمته ويرزقه جنات عدن.

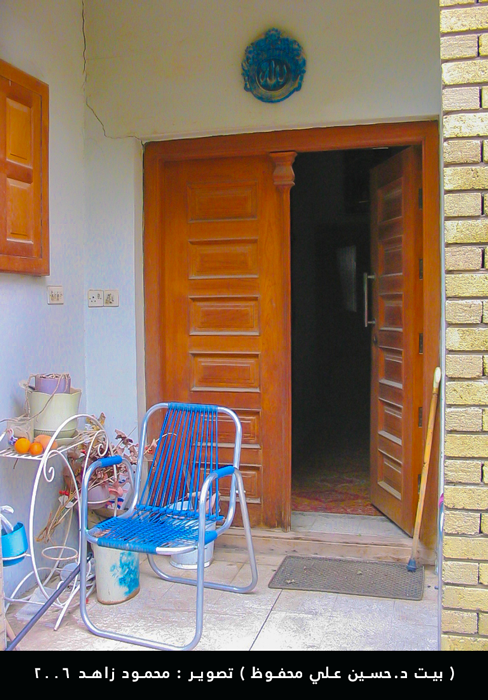
بيت الدكتور حسين علي محفوظ ، تصوير - محمو زاهد 2006

فيما قال معين الكاظمي رئيس مجلس محافظة بغداد: إن رحيل العلامة حسين علي محفوظ كان خسارة كبيرة للثقافة والتراث والتأريخ العراقي حيث كان رمزاً كبيراً من رموز العراق وهو أحد أكبر علماء العراق وصاحب إنجازات أدبية وتأريخية لايمكن إغفالها كما أنه أثرى المكتبات العراقية بالعديد من المؤلفات والكتب والدراسات وفي مختلف المجالات.
أما الدكتور أحمد مطلوب رئيس المجمع العلمي العراقي فقد قال: عرفت الدكتور حسين علي محفوظ منذ خمسينيات القرن الماضي وتحديداً عام 1958 حينما عملنا معاً في كلية الآداب وكان وقتها يقوم بتدريس اللغة الفارسية في قسم اللغات وقد انتفع منه وبه الطلاب وأكملوا معه الكثير ويمتاز الدكتور بسعة أفقه وموسوعيته وألّف في موضوعات كثيرة ستظل شاهداً على مقدرته العلمية وكنت أتمنى أن تطبع جميع مؤلفاته قبل رحيله لتقرّ بها عينه، وليعلم الفقيد أنه كان مقدراً لدى العلماء والباحثين وأنا كزميل له في كلية الآداب أشعر بالخسارة الكبيرة لفقدانه ولكن آثاره العلمية ستبقى شاهدة على مكانته المرموقة، ليرحم الله فقيدنا الكبير ويدخله فسيح جنانه.
كما تحدث الدكتور أحمد الكاظمي قائلا: لقد كان العلامة الدكتور أحد الأفذاذ وواحدا من العباقرة كونه يمتلك خزيناً أدبياً ولغوياً ودينياً وأخلاقياً وقد كان موسوعة علوم متعددة استفادت منها الأجيال طوال فترة وجوده كعالم وباحث ولغوي كبير وأن رحيله يعد خسارة كبيرة للعراق ولا يمكن تعويضها لكننا نعرف أنه ترك لنا الكثير من المنجزات فضلاً عن مجلسه الثقافي الذي سيبقى مفتوحاً أمام المثقفين العراقيين.
وقال الشاعر سعد الجبوري: برحيل العلامة والمؤرخ الكبير حسين علي محفوظ، تكون الأوساط العلمية والثقافية، على المستويات المحلية والعربية والعالمية، فقد فقدت أحد أبرز رجالاتها، التي عرفت عبر مسيرتها الطويلة في حقلي التأليف والتحقيق العلميين، بغزارة الإنتاج وميزته النوعية، ما شمخ بقامته العلمية الرصينة، لتضاهي أبرز شخصيات عصره، وجعله من أوفرهم حظاً في ما قدم للعلم وطلابه، جامعاً في مخزونه المعرفي ما عدّه المختصون من أبرز الشخصيات العربية والعالمية ذوات الصفات العلمية الموسوعية النادرة. إنّ فقدنا لهذا العالم الجليل، يشعرنا بحجم الخسارة والفراغ الذي سيتركه في المحافل والمجالس العلمية والثقافية، فالعزاء في ما تركه للأجيال من غزير علم وجزيل مؤلفات وبحوث بلغت الآلافّ وستظل منهلاً لا ينضب دفق معينه لكل متعطش للعلم والثقافة، ومناراً يهتدي به مريدو الأدب الرفيع. كما يعزز عزاؤنا: أن شيخنا الجليل، كان قبل رحيله، قد أدى الأمانة وأخذ من الحياة، ما يستحق من إكرام وإعزاز من لدن العامة فضلاً عن الخاصة من الناس، علماء، فنانون وكتاب وشعراء، كما أعطاها ما ندر مثيله من عطاء فكرٍ، لا يكاد يجاريه فيه إلا القلة من أعلامنا الأجلاء. وهكذا يكون قد عاش بيننا، مناراً للمعرفة يهتدى به، ورحل عنا إلى سماوات الخلود، نجماً ساطعاً ينير دروب المعرفة. وآخر قولنا لروح فقيدنا الكبير حسين علي محفوظ: ما زلت وستظل (محفوظاً) في ذاكرتنا وضمائرنا، وستلهمنا أقباس أبحاثك المزيد مما تحب!
وقال إبراهيم الاسدي أحد المشيعين: إن رحيل العلامة الدكتور حسين علي محفوظ جعلنا نشعر بالأسى على خسارة مثل هذه الشخصية الكبيرة التي أثرت الثقافة العراقية بالكثير من المؤلفات والراحل هو حجة ومرجع ثقافي واحد عشاق التراث العربي والإسلامي وستبقى منجزاته دليلاً على عظمته وعبقريته التي يشهد له بها كل من جايله أو عرفه أو درس على يده، وأنا شخصياً استفدت منه كثيرا في مجال اللغة والتراث حيث كنت أزوره باستمرار واستمد من أفقه الكثير.

## قالوا عنه

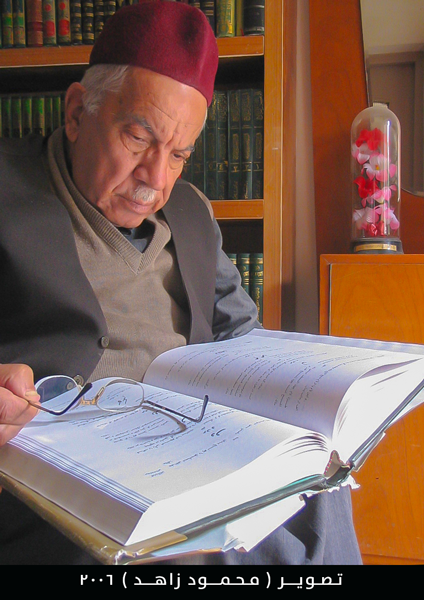
الدكتور حسين علي محفوظ في مكتبته الخاصة في منطقة الكاظمية ببغداد

- قال العلامة الشيخ راضي آل ياسين، في عام 1949 (حسين علي محفوظ أحد أولئك الأفذاذ قليلي العدد. وأنه أحد العباقرة الموهوبين الذي ينتظرهم مستقبل زاهر)
- قال عنه العلامة الشيخ عيسى إسكندر المعلوف، في سنة 1950 حسين علي محفوظ شيخ العبقرية المخلص، شيخ العرب، وشيخ الأدب.
- وقال مستشرق: إن محفوظ هو إنشتاين العرب. وهو يستحق هذا اللقب بجدارة متناهية
- المهندس المعمار مصطفى داود العمران قال: (في لقاء جمع المغتربين في بريطانيا بتاريخ 27 / 12 / 1988، دار حوار حول أنشتاين ومكانته وثقله الفكري في أوروبا والغرب، باعتباره رمزاً للفكر الغربي، وقد خرج اللقاء بتسمية الأستاذ الدكتور حسين علي محفوظ رمزاً للفكر في العراق والوطن العربي والشرق، في مقابل شخصية أنشتاين العالمية في الغرب.
- قال عنه أحد المغتربين: هو (مكتبة متنقلة) و (موسوعة متحركة) و (انسكلوبيدية تمشي على رجلين) و (دائرة معارف سيارة) هكذا لقبه علماء أوروبا وأساتذة جامعاتها الكبرى، في الندوة الربيعية الأولى للجامعة الصيفية العربية الأوربية، في بغداد سنة 1989م.
- كان الأستاذ عمر فروخ، الأديب العربي الكبير (يذكره كلما ذكر التراث، وكلما التقى المهتمين به، كان يثني عليه معجبا به، ويطريه مع غاية التبجيل ومنتهى الإعظام).
- منحته جامعة لينغراد (بطرسبورغ) لقب بروفيسور، سنة 1961 ولقبته (أستاذ المستشرقين).[4]
- قال فيه الدكتور إبراهيم العلاف، حسين محفوظ مكتبة في رجل ورجل في مكتبة.[5]

## من أقواله
- نحن تعودنا الاكتفاء بالقليل والقناعة بالموجود والرضا بالكفاف ولكن حولنا وحوالينا ومن حولنا الكثير من الأقارب والأصدقاء والأرامل واليتامى ضعفى ومرضى وعجزى يحتاجون كل شيء، ومن ذا الذي يستطيع الوفاء ببعض حاجاتهم.
- إن عيني مخزن عجيب للبكاء وأشد ما يؤلمني ويجعلني أتمزق هو بكاء الطفل والمرأة.
- مؤلفاتي غير جاهزة للطباعة وأنا لا أقدمها حرصا على الناشر.. لأنه لن يتمكن من بيعها فهي للخاصة وأنا لا أريده أن يخسر.
- ليس مهما ما حصل وهذه تحصل ويحصل ما هو أكبر منها لكن الأصالة العراقية تبقى ويبقى فيها المتانة والقوة والخير والجمال.[6]

## دراسته اللغات الشرقية
ولقد تخصص إضافة لاهتماماته البحثية التراثية باللغات الشرقية وله العديد من المؤلفات والإسهامات الفكرية والثقافية، حيث شغل كرسي الأستاذية في كلية الآداب جامعة بغداد، فضلا عن منحه العديد من الشهادات الفخرية من جامعات أجنبية.
وفضلاً عن الدراسة الأكاديمية، له دراية بالفقه وبذلك يكون قد جمع بين التخصصين العلمي والديني وعلى أرفع مستوى.

## لقب شيخ بغداد
عرف عن العلامة محفوظ عشقه الواضح لمدينة بغداد والذي جسده عبر العديد من دفاعاته البحثية والتأليفية سواء في كتبه أو مقالاته وكذلك في محاضراته التي كان يلقيها في الكثير من المؤتمرات والندوات العلمية، وكانت كتاباته وكتبه قد احتوت في هذا المجال زادا وفيرا للباحثين والدارسين في بغداد وعن تاريخها وتراثها، كما كتب عن مدينة نشأته الكاظمية التي عاش فيها فترة طفولته وصباه وكانت بدايات نشأته المعرفية الأولى فيها، وكان في أيامه الأخيرة يعتز كثيرا بلقب «شيخ بغداد».

## مجالسه واهتماماته
ويعد العلامة محفوظ من أعمدة المجالس الأدبية والثقافية البغدادية، ومنها الخاقاني، الشعرباف، السيد هبة الدين الشهرستاني، منتدى بغداد الثقافي، الربيعي، الصفار، على سبيل المثال لا الحصر. كانت للفقيد محفوظ الكثير جداً من الإسهامات والكتابات الصحفية في الصحف العراقية المختلفة. كما يعد العلامة محفوظ مرجعا في علم الأنساب، وهو أيضا من عشاق التراث العربي والإسلامي ومن كبار المعنيين والمتخصصين بحفظ الوثائق والتعامل معها. وقد عاصر كبار علماء ومثقفي وأدباء عصره، ومن أقربهم إلى نفسه عالم الاجتماع العراقي علي الوردي، الذي يمت له بصلة القربى. وكان الفقيد محفوظ يعاني في سنواته الأخيرة من الوحدة، إذ توفيت زوجته قبل سنوات في لندن.

## آراؤه وأفكاره
سأل العلامة حسين علي محفوظ في أواخر أيامه عن صديقه ورفيق دربه عالم الاجتماع المعروف علي الوردي بوصفه لم يكن قريبا للعلامة الراحل فقط بل كان رفيق درب في التعليم والثقافة والتأليف والمدينة أيضا، هل كان الوردي علمانيا غير متدينا؟ وماذا يتذكر عنه؟، فأجاب محفوظ قائلا:
(عند الوردي خصلة أتمنى أن يمتلكها الجميع وهو أنه لا ينزعج من النقد ولا يكره أحداً بل كان يفرح عندما ينتقده أحد.. فهو كان مؤمنا بالله قطعا.. لكنه يتجاوز الولاء للهويات الضيقة.. كان يثير الناس لينتقدوه. وكان له عالمه الخاص به.. أنا لا أعتقد أنه لم يكن يصلي.. ربما يكون متهاونا بالفرائض.. ولكن أتذكر عندما كان يمشي على الجسر يقرأ (والليل إذا سجى) دائما كدلالة على علاقته بالله).
يقول عنه أحد أصحابه: أن بعض الجماعات أرادوا مضايقته قالوا له عرفنا أن رقمك في المخابرات هو (16) فقال لهم لا يا جماعة ليس (16) بل هو (6) فكان يسخر منهم.
ذات مرة دخل على مكتبي بقسم اللغات الشرقية في جامعة بغداد وأخذ ينظر إلى لوحة مصورة فوقي (الأرض والقمر) فطلبها مني.. وقال: هل بمقدوري أخذها فقلت له: إنها ليست ملكي.
فسألت السكرتيرة والأساتذة وقالوا أنها ليست من ممتلكات القسم فأعطيتها له وسألته لماذا هذا الإصرار على هذه الصورة بالذات، أجابني (عمي شنو شلك بيها) أنظر هذه الصورة جيدا تجد أن هناك حزاماً صحراوياً متحلقاً من المكسيك حتى الجزيرة العربية وهذا يؤيد نظرتي ورؤيتي العلمية بأن البداوة مصدر حضارات العالم وهي الأصل الأول.
عن صموده والوردي أمام مغريات السياسة والانتساب إليها، قال العلامة الراحل: هذه الحصانة موجودة عندنا من البيئة أذكر مرة خرجت للوقوف في باب الصحن الكاظمي وشاهدتني إحدى قريباتنا فأخبرت أهلي.. أقصد أن تنقلاتنا كانت محدودة وتحت رقابة عائلية. مرة كان لدينا مدرس نجفي كان حينما يناديني يقول (أكيمك) وهو نجفي الأصل وكان الطلاب يضحكون لأننا في الكاظمية لا نقول (أكيمك) بل نقول (أكومك) وقامت ضجة في بيتنا لهذه المسألة.

## آراؤه التاريخية
- أن (الشيخ عبد القادر الجيلاني ولادة قرية جيلان (العراق) لا كيلان طبرستان، ذكر العلامة سالم الآلوسي، أن الرئيس أحمد حسن البكر في بداية حكمه، طالب إيران باسترجاع رفات الخليفة هارون الرشيد، كونه رمز لبغداد في عصرها الذهبي، وذلك بدعوة وحث من عبد الجبار الجومرد وزير الخارجية العراقي السابق في عهد عبد الكريم قاسم، ولكن إيران امتنعت، وبالمقابل طلبت استرجاع رفات الشيخ عبد القادر الكيلاني، كونه من مواليد كيلان في إيران، وعندها طلب الرئيس من العلامة مصطفى جواد، بيان الأمر، فأجاب مصطفى جواد: أن المصادر التي تذكر أن الشيخ عبد القادر مواليد كيلان في إيران، مصادر تعتمد رواية واحدة وتناقلتها بدون دراسة وتحقيق، أما الأصوب فهو من مواليد قرية تسمى (الجيل) قرب المدائن، ولا صحة كونه من إيران أو أن جده اسمه جيلان، وهو ما أكده العلامة حسين علي محفوظ في مهرجان جلولاء الذي أقامه اتحاد المؤرخين العرب وكان الآلوسي حاضراً أيضا سنة 1996، وفعلا أبلغت مملكة إيران بذلك ولكن بتدخل من دولة عربية أغلق الموضوع.[8][9]، بل في عام 1958م و 1960م ذُكرتْ نُسبته إلى الجيلي[10] فقط حيناً، ولم يُكتب (الكيلاني) إلا بين قوسين.[11]
- يقول السيد مهند حبيب السماوي كنت أرغب في كتابة مقالة عن العلامة وعندما بدأت بكتابتها جائتني مكالمة من صديقي الأخ باسل مجيد رشيد وهو الناطق الرسمي باسم جمعية بغداد أستاذ البلاد الذي يرأس مجلس إدارتها الراحل محفوظ ليقول لي بإنه قرب حسين علي محفوظ وأنه يريد التحدث معي.

وأخذ محفوظ الهاتف وكلمني بكل هدوء وشكرني على رغبتي بكتابة مقال عنه وأوضحت له بأن الشرف والفخر لي ولإمثالي حينما نرغب بالتحدث عنكم وعن طود شامخ مثلكم.... وقلت له ما الذي تحتاجه سيادة الأستاذ؟
وأجابني بكل عظمة: لا أحتاج ابني شيئا من أحد وألقى بيتين من الشعر لم أحفظهما حينها وسأبقى طيل حياتي نادماً على عدم حفظها وكتابتها الآن !
وأكملت مقالي بعد المكالمة وكانت في وقتها رسالة إلى الدولة العراقية بشأن حسين علي محفوظ.
يبدو من نافلة القول التأكيد على أن العراق بلد الحضارات وأصل العلم ومهد الكتابة وأساس العديد من المخترعات والمعجزات العلمية التي ظهرت خلال العصور الماضية، وأنه على أرضه خط الأجداد أول القوانين وصيغت أول التشريعات القانونية التي منها انطلقت الروئ والأفكار بإجنحتها المختلفة لبقية أرجاء العالم من أجل أن تنير الدرب وتفتح آفاقاً جديدة نحو حضارة ومدنية معاصرة غيّرت مجرى التاريخ ونقلت عن طريقها تلك الدولة والأمم من حال إلى حال آخر.
ولكن لكل أسف يبدو أن الدولة العراقية الحالية وهي الوريثة الشرعية لحضارات هذا البلد، لم تهتم بهذا المجال ونخبها بحيث تحدث بعض الأشياء التي تجعلنا نشعر بالأسف والمرارة على الحال الذي وصلنا إليه بشأن الثقافة ونخبها وعلمائها وأحمل المسؤولية الكاملة فيما يجري إلى المكاتب الإعلامية لمسؤولي العراق التي ينبغي له أن توصل الرسائل والإشارات التي يبعثها البعض لهم من أجل التقصي والكشف وإيجاد الحلول الكاملة خصوصاً وأن المسؤول في العراق لا يمكن ولا يستطيع أن يكون مطلعا بصورة متكاملة على ما يجري على أرض الواقع إلا من خلال مكاتبهم الإعلامية التي تعتبر الجسر الحقيقي بين المسؤول والمواطن.
بعيداً عن كل هذا الكلام... فها أنذا أبعث بهذا الرسائل الكاشفة عن حقيقة واقع أحد أقطاب العلم والأدب لا في العراق فحسب بل في العالم العربي والعالم أيضاً، بل ربما وأتمنى أن لا أكون مبالغاً لا يوجد نظيره في هذا العالم.
- لقبه بعض المختصين في أوروبا بـ“الموسوعة المتحركة“ سنة 1989. له نظريات أصيلة في الأدب واللغة والفن والتاريخ والتراث والفولكلور والعلم. روى الحديث عن 90 من المشايخ والعلماء في الشرق والغرب. روى القراءات عن 11 من المشايخ والعلماء. جمع بين الدراستين القديمة والحديثة. يحمل درجة الدكتوراه في الدراسات الشرقية (الأدب المقارن) سنة 1955. عضو فخري وعضو شرف وعضو مراسل في العديد من الجامعات والمعاهد العلمية. عضو الجمعية الآسيوية الملكية في لندن. مستشار في العديد من مراكز البحوث والمعاهد والمجلات العلمية والأدبية. عضو مجمع اللغة العربية في القاهرة. أستاذ في علم اللغة العربية وآدابها وعلوم الحديث وعلوم التجويد والتصوف والأدب والعروض والبلاغة والأدب المقارن والمخطوطات والتوثيق وعلم المخطوطات والتوثيق وعلم الوثائق وعلم تحقيق المخطوطات والاستشراق.
- بلغت أعماله سنة 1999 ألف عمل ولذلك قامت صحيفة الأهرام المصرية بتحيته في ربيع 1999 وأما الجوائز والشهادات التي حصل عليها ومنحتها له كبريات الجامعات والمعاهد ومراكز الدراسات والبحوث فقد كانت كثيرة.
- منحته جامعة الحضارة الإسلامية المفتوحة في العالم شهادة الاستحقاق والتقدير العالي المساوية لدكتوراه شرف أولى في دراسات الحضارة الإسلامية برتبة علامة بروفيسور وذلك عام 2006.
- أعطته جامعة لينغراد (بطريسبورغ) لقب أستاذ المستشرقين.
- احتفلت به الجمعية الآسيوية الملكية في لندن بتاريخ 10-12-2004 بمناسبة مرور نصف قرن على انضمامه لها.
- استضافته جامعة هارفرد في المؤتمر العالمي الفلسفي.
- نال جائزة أحسن كتاب العام 1958.
- نال الجائزة العالمية للكتاب سنة 2005.
- كرمته اتحاد مجالس البحث العلمي العربية.
- كرمته الجمعية الدولية للمترجمين واللغوين العرب كأفضل مبدع سنة 2007.
- أعدت كلية الآداب بأمر من وزير التعليم العالي والبحث العلمي فهرست لأعماله المنشورة حتى 2002 وقد تزيد على 1500. عاش في بيت في الكاظمية وحيداً حيث زوجته غادرته منذ سنين إلى الرفيق الأعلى وابنه يعيش في لندن بعيداً عنه.[12]

## من مؤلفاته
ترك الدكتور محفوظ أكثر من 1500 كتاب ورسالة وبحث ودراسة. ومن مؤلفاته:
1. أمهات النبي لابن حبيب، 1952
2. رسالة الفراشة لابن الخوام البغدادي 1954
3. شرح عينية ابن سينا للسيد نعمة الجزائري 1954
4. المنتخب من أدب البحرين 1954
5. سيرة الكليني 1955
6. رسالة في الهداية والضلالة لابن عباد 1955
7. رسالة في تحقيق لفظة الزنديق لابن كمال باشا 1956
8. المتنبي وسعدي، 1957
9. أربعون حديثا للشيخ حسين عبد الصمد الحارثي 1957
10. صحيفة الرضا في الأحاديث النبوية 1957
11. ديوان ابن سينا 1957
12. فتيا فقيه العرب لابن فارس 1958
13. فضولي البغدادي 1959
14. عراقيات الكاظمي 1960
15. ابن الكوفي 1961
16. كتاب الأدوار في معرفة النغم والأدوار لصفي الدين الأرموي 1961
17. حمزة بن الحسن الاصفهاني: سيرته وآثاره 1962
18. سعدي خريج بغداد في العصر العباسي الأخير 1963
19. آراء حمزة بن الحسن الأصفهاني في اللغة والتاريخ والبلدان 1964
20. معجم الموسيقى العربية 1964
21. العلاقات والرموز عند المؤلفين العرب قديما وحديثا 1964
22. الشيخ محمد عياد الطنطاوي 1964
23. أثر اللغة العربية في اللغة التاجيكية 1964
24. الورقات في أصول الفقه لإمام الحرمين الجويني 1970
25. الحدود والحقائق للبريدي الأبي 1970
26. مختار ديوان ابن الخيمي 1970
27. قواعد اللغة الفارسية بالاشتراك مع الدكتور زهتابي 1972
28. شعر جلال الدين الدواني 1972
29. نظرة في تراث البحرين /1972
30. معجم الأضداد 1973
31. مختصر معجم الأضداد 1973
32. الصنعاني 1974
33. أثر اللغة العربية في اللغة الفارسية 1974
34. تأثير اللغة العربية في اللغة التركية 1975
35. آثار حبشي التفلسيس 1975
36. الفارابي في المراجع العربية 1975
37. مؤلفات الفارابي بالاشتراك مع الدكتور جعفر آل ياسين 1975
38. العناصر العربية في حياة الفارابي وثقافته ونتاجه 1975
39. علم المخطوطات 1976
40. مصادقة الإخوان لابن بابويه 1976
41. أثر اللغة العربية في اللغة الأوردية 1977
42. دوائر المعارف والموسعات العربية 1977
43. قاموس الموسيقى العربية 1977
44. نظرة في تراث إقبال 1977
45. فهرس مخطوطات كلية الآداب بالاشتراك مع الدكتورة نبيلة عبد المنعم داود 1977
46. مصادر دراسة تراث البحرين 1977
47. تقريب العامية من الفصحى 1978
48. نظرة في تاريخ البحث والتأليف والاستشراق 1978
49. تأثير المتنبي في الأدب الفارسي 1978
50. نظرات متفرقة في حياة أحمد الصافي النجفي
51. طرائف من سيرة محمد سعيد الحبوبي وأدبه 1978
52. الاصطرلاب العربي 1978
53. سعة اللغة العربية وغناها وأصالتها 1979
54. ذكرى الزيتونة 1979
55. نثر الفارابي 1980
56. التخريج في التحقيق 1980
57. فصول في علم المخطوطات 1980
58. المصطلحات المعمارية في التراث العربي 1980
59. المصطلحات الموسيقية في التراث العربي 1980
60. مشروع أسس تحقيق التراث العربي ومناهجه 1980
61. أثر اللغة العربية في الشعوب الشرقية 1981
62. أبناء الأثير في المراجع العربية 1982
63. دراسة مظاهر تأثير اللغة العربية في الفارسية 1982
64. الطفل في التراث العربي 1982
65. قواعد التحقيق وأصوله وضوابطه 1983
66. مشروع تحقيق ذخائر التراث 1983
67. صورة الأستاذ في التراث 1983
68. خمسة عشر قرنا من تاريخ التراث العربي في البحرين 1983.
69. رسالة من أجل أمنا الأرض وأخينا الأنسان 1999م.
70. رسالة (إلى الإنسان) في سنة 2000.
71. رسالة (علي بن أبي طالب البلخي: دفين مزار الشريف) 2000.
72. رسالة (جلال الدين الرومي وآثاره العربيّة) في سنة 2000.[13]